# Popeye Strydom
Pour les articles homonymes, voir Strydom.

a Compétitions nationales et continentales officielles uniquement.

b Matchs officiels uniquement.
Coenraad Frederik "Popeye" Strydom, né le 20 janvier 1932 à Kareedouw et décédé le 31 mars 2001, est un ancien joueur de rugby international sud-africain. Il évolue au poste de demi de mêlée.

## Carrière
Il dispute son premier test match le 3 septembre 1955 contre les Lions britanniques. L'année suivante il est retenu pour deux matchs pour affronter les Wallabies. Les Sud-africains se déplacent en Nouvelle-Zélande, il joue deux fois contre les All Blacks.
Il fait partie de l'équipe des Springboks de 1958 qui affrontent les Français dans une série historique pour les Bleus. 
Il passe une partie de sa carrière au sein de la province de Free State Orange et une autre pour l'Eastern Province.

## Palmarès
- 6 sélections
- Sélections par saison : 1 en 1955, 4 en 1956, 1 en 1958.